# BHP
BHP es una de las compañías mineras más grandes del mundo. Su origen proviene de la fusión (2001) de la compañía australiana Broken Hill Proprietary (BHP) y la compañía británica Billiton. Tiene una estructura accionarial dual. Mientras BHP Billiton Limited está listada en la Australian Securities Exchange, BHP Billiton Plc está listada en la  London Stock Exchange y forma parte del FTSE 100.

## Estructura corporativa
La australiana BHP Billiton Limited y la británica BHP Billiton Plc Están listadas en forma independiente y con cuerpos de accionistas separados, pero ellas operan como una sola compañía con un solo consejo de administración y una sola estructura administrativa. Su casa matriz está en Melbourne con sedes en Londres, Perth, Johannesburgo, Santiago, Singapur, Shanghái, Houston y La Haya.
La compañía opera una amplia gama de operaciones mineras en 25 países, incluyendo hierro, diamantes, manganeso, carbón (coque y térmico), cobre, níquel, petróleo y bauxita. La fuerza de trabajo global es del orden de 40.000 personas.
La compañía tiene ocho unidades operacionales primarias:
- Hierro
- Manganeso
- Petróleo
- Aluminio
- Metales base
- Carbón
- Materiales de acero inoxidable
- Diamantes y productos especiales
- Níquel

El grupo publica sus cuentas en Dólares. Sus ingresos en 2009 fueron de 44 113 millones de dólares, y el beneficio neto supuso 12 160 millones de dólares.

## Historia

### Broken Hill Proprietary Company
La Compañía Broken Hill Proprietary o BHP fue fundada en 1885, operando la mina de plata y plomo ubicada en Broken Hill en Nueva Gales del Sur Occidental.  
En 1915, se embarcó en la manufactura de acero, con sus operaciones ubicadas principalmente en Newcastle, Australia.  La compañía creció hasta convertirse en la corporación más grande de Australia.
La compañía comenzó la exploración de petróleo en los años sesenta con descubrimientos en Bass Strait una actividad que se volvió un creciente foco de interés.
BHP comenzó a diversificar su cartera en variados proyectos. Uno de ellos fue la mina de cobre Ok Tedi en Papúa Nueva Guinea, donde la compañía fue demandada con éxito por los habitantes indígenas debido al daño ambiental causado por las operaciones de la mina. BHP ha tenido mayor éxito con la gran mina de cobre Escondida en Chile (propietaria del 57.5 %) y la  Ekati Diamond Mine  en el norte de Canadá.
Debido a la ineficiencia de las operaciones de acero pequeñas, La empresa decidió cerrar sus operaciones en Newcastle en 1999. El negocio del acero fue derivado para formar la compañía OneSteel in 2000.
En el 2001, BHP se fusionó con la compañía minera inglesa Billiton para formar BHP Billiton, pasando a ser la compañía minera más grande del mundo. En el 2002, El negocio del acero derivó en BHP Steel. En el  2003, BHP Steel cumplió con una de las condiciones para la derivación cuando cambió su nombre a BlueScope Steel.

### Billiton
Billton fue el nombre de una compañía minera primero Holandesa y luego Británica.
Los orígenes de Billiton (mining co.) se remontan al 29 de septiembre de 1860, cuando los artículos de la asociación fueron aprobados por una reunión de accionistas en el hotel Groot Keizerhof en La Haya, Holanda.
Dos meses después, la compañía adquirió los derechos de explotación minera de las islas Banka y Billiton en el archipiélago de Indonesia, en la costa oriental de Sumatra, islas ricas en Estaño.
Los negocios iniciales de Billiton  consistieron en la fundición de plomo y estaño, seguido de la minería de bauxita en los años cuarenta  en Indonesia y Surinam. En 1970, la Royal Dutch/Shell adquiere Billiton con lo que se acelera su crecimiento. La fundición de plomo y estaño en Arnhem, Holanda fue cerrada en los años ochenta.
En 1997, Billiton Plc se vuelve constituyente del  índice FSTE 100.
A partir de los  años noventa Billiton Plc muestra un crecimiento considerable. Su portafolio incluía fundiciones de aluminio en Sudáfrica y Mozambique, operaciones de níquel en Australia y Colombia, minas de metales base en Sudamérica, Canadá y Sudáfrica, minas de carbón en Australia, Colombia y Sudáfrica y otras interesantes operaciones en Brasil, Surinam, Australia (Aluminio) y Sudáfrica (minerales de titanio, acero y aleaciones ferrosas).
En el 2001 Billiton Plc se fusiona con BHP para formar BHP Billiton.

### BHP Billiton
En marzo del 2005, BHP Billiton anuncia una oferta de 7300 millones de dólares por la compañía minera WMC Resources, dueña de la mina de uranio Olympic Dam en Australia Meridional, operaciones de níquel en Australia Occidental y Queensland, y una planta fertilizadora también en Queensland. La adquisición alcanzó una aceptación de 90 % el 17 de junio de 2005, y el 100 % del control el 2 de agosto del 2005, con una compulsiva compra del 10 % de las acciones restantes.
El 25 de noviembre de 2008 BHP Billiton retiró la oferta que había hecho a la minera Río Tinto debido a la crisis financiera mundial.

## Operaciones mineras
- Australia
  - Groote Eylandt, Territorio del norte
  - Kambalda, Australia Occidental
  - Kwinana, Australia Occidental
  - Leinster, Australia Occidental
  - Mount Keith, Australia Occidental
  - Mount Whaleback, Australia Occidental
  - Worsley, Australia Occidental
  - Ravensthorpe, Australia Occidental(en construcción).
  - Griffin, Australia Occidental, (dueña del 45 %)
  - North West Shelf, Australia Occidental, 16.67 % fase LNG, 8.33 % fase de gas doméstico.
  - Port Hedland, Australia Occidental
  - Yandi, Australia Occidental
  - Ore Body 18, Australia Occidental
  - Ore Body 23/25, Australia Occidental
  - Jimblebar, Australia Occidental
  - Mining Area C , Australia Occidental
  - Yarrie, Australia Occidental
  - Cannington, Queensland
  - Broadmeadow, Queensland
  - Goonyella/Riverside, Queensland
  - Peak Downs, Queensland
  - Norwich Park, Queensland
  - Saraji, Queensland
  - Gregory/Crinum, Queensland.
  - Blackwater, Queensland
  - Yabulu, Queensland (refinería de níquel)
  - Olympic Dam, Australia Meridional
  - Hunter Valley, Nueva Gales del Sur
  - Appin, Nueva Gales del Sur
  - Elouera, Nueva Gales del Sur
  - West Cliff, Nueva Gales del Sur
  - Dendrobium, Nueva Gales del Sur
  - Minerva offshore, Victoria (Australia)Victoria, dueña del 90 %
  - Bass Strait, Victoria (Australia)Victoria, dueña del 50 %
- Brasil
  - Alumar Fundición/Refinería de Aluminio - Sao Luis
  - Samarco Mina de mineral de hierro y planta peletizante - Belo Horizonte
  - Valesul Fundición de aluminio - Santa Cruz
- Canadá
  - Ekati Diamond Mine
- Chile
  - Minera Escondida
  - Cerro Colorado
  - Spence
- Colombia
  - Cerrejón, mina de carbón en el departamento de La Guajira (dueña del 33,3 %)
  - Cerro Matoso, mina de ferroníquel en el municipio de Montelíbano departamento de Córdoba.
- Indonesia
  - Wetar mina de oro.
- Irak
  - Halfaya campo de petróleo.
- Mozambique
  - Mozal, fundición de aluminio.
- Pakistán
  - Zamzama, Karachi
- Papúa Nueva Guinea
  - (hasta 2002) Ok Tedi Mine, cobre, causó un desastre ecológico de gran escala en los ríos Ok Tedi y Fly
- Perú
  - Antamina
- Sudáfrica
  - Bayside, fundición de aluminio en Richards Bay
  - Hillside, fundición de aluminio en Richards Bay
  - Ingwe Coal, varias minas de carbón en el área de Witbank en Mpumalanga
  - Manganese Metal Company, La planta de producción de mananeso electrolítico más grande del mundo situada en Nelspruit, Mpumalanga
- EE. UU.
  - New Mexico Coal Company, mina de carbón en Nuevo México formada por las minas San Juan y Navajo